# Sarat Chandra Nayak
Sarat Chandra Nayak (Kerubadi, Orissa, Índia, 1 de julho de 1957) é um ministro católico romano e bispo de Berhampur.
Sarat Chandra Nayak recebeu o Sacramento da Ordem em 25 de abril de 1990.
Em 27 de novembro de 2006, o Papa Bento XVI o nomeou ao Bispo de Berhampur. O Núncio Apostólico na Índia, Dom Pedro López Quintana, o ordenou bispo em 30 de janeiro de 2007; Os co-consagradores foram o Arcebispo de Bombaim, Oswald Gracias, e o Arcebispo de Cuttack-Bhubaneswar, Raphael Cheenath SVD.